# IG Medien – Druck und Papier, Publizistik und Kunst
Industriegewerkschaft Medien – Druck und Papier, Publizistik und Kunst (skrót IG Medien; pol. Przemysłowy Związek Zawodowy Media – Druk i Papier, Publicystyka i Sztuka) – niemiecki, nieistniejący już związek zawodowy, który reprezentował pracowników kultury, redakcji gazet, przemysłu drukarskiego. Był jedną z organizacji członkowskich Deutscher Gewerkschaftsbund. Siedziba związku mieściła się w Stuttgarcie.
Związek został założony 15 kwietnia 1989 na kongresie w Hamburgu w wyniku fuzji IG Druck und Papier oraz IG Kunst, Kultur und Medien.
Pod koniec istnienia związek liczył ok. 178.000 członków. W roku 2001 IG Medien zjednoczył się z czterema innymi związkami i w ten sposób powstał związek ver.di.

## Przewodniczący IG Medien
- 1989–1992: Erwin Ferlemann, wcześniej przewodniczący związku IG Druck und Papier
- 1992 – 2001: Detlef Hensche